# Hausarrest
Als Hausarrest bezeichnet man das Verbot, ein Haus oder eine Wohnung zu verlassen.

## Hausarrest in der Erziehung (Stubenarrest)
Hausarrest dient in der Kindererziehung als Strafe. Es wird dem Kind untersagt (außer für den Schulbesuch o. Ä.), die elterliche Wohnung zu verlassen. Der Hausarrest als Strafmittel wird üblicherweise für wenige Tage ausgesprochen, nicht selten aber auch für längere Zeiträume wie Wochen oder Monate. Langer Hausarrest gilt heute als eine der schwerwiegendsten Strafen ohne direkte Gewaltanwendung.
Häufig werden während dieser Zeit z. B. auch Fernseh- und Computernutzung verboten.
Am 2. November 2000 wurde in Deutschland das „Gesetz zur Ächtung der Gewalt in der Erziehung und zur Änderung des Kindesunterhaltsrechts“ (BGBl. I, S. 1479) verabschiedet. Der die Ächtung der Gewalt in der Erziehung betreffende Teil trat am 8. November 2000 in Kraft und hat § 1631 Abs. 2 BGB wie folgt gefasst: „Kinder haben ein Recht auf gewaltfreie Erziehung. Körperliche Bestrafungen, seelische Verletzungen und andere entwürdigende Maßnahmen sind unzulässig.“ Nach diesem Gesetz ist Hausarrest in der Erziehung nur insoweit erlaubt, als das Kindeswohl nicht gefährdet wird. Das Fernhalten schulpflichtiger Kinder vom Unterricht ist verboten.

## Hausarrest im öffentlichen Recht

### Allgemeines
Hausarrest kann auf öffentlich-rechtlicher Grundlage als eine Form der Freiheitsentziehung verhängt werden. Dabei lassen sich drei Konstellationen unterschieden:
- Sanktion (Hausarrest anstelle von Freiheitsstrafe)[1]
- Sicherung der Sanktionierung (Hausarrest anstelle von Untersuchungshaft)[2]
- Gefahrenabwehr[3]

### Hausarrest im österreichischen Strafgesetz von 1852
Das alte österreichische Strafgesetz aus dem Jahre 1852 sah neben Arrest ersten und zweiten Grades auch Hausarrest vor.
Das Strafgesetz wurde am 27. Mai 1852 beschlossen und trat am 1. September 1852 in Kraft und war bis zu seiner Aufhebung am 1. Januar 1975 insgesamt 123 Jahre in Kraft. Der Hausarrest konnte gegen bloße Angelobung, sich dem Haus nicht entfernen zu dürfen, oder mit der Aufstellung einer Wache ausgesprochen werden. Dem Verurteilten war es bei Androhung von Strafe verboten, das Haus in irgendeiner Form zu verlassen. Bei Übertretung wurde die noch übrige Arrestzeit in öffentlichen „Verhaftorten“ vollzogen. Die kürzeste Arrestzeit konnte zwischen vier bzw. zwanzig Stunden verhängt werden, die längste bis zu sechs Monaten.
2010 wurde der Hausarrest in Österreich wieder eingeführt (vgl. unten).

### Hausarrest in Diktaturen
Hausarreste werden insbesondere in Staaten mit autoritären Regimen aus politischen Gründen verhängt. Die staatliche Autorität verbietet es hierbei einem Oppositionellen oder Dissidenten, seine Wohnung zu verlassen. Ebenso gilt oft ein Besuchsverbot und Telefon- oder Internetverbindung werden unterbrochen. Hierdurch soll dessen politische Arbeit erschwert bzw. unterbunden werden. Ein solcher Hausarrest wird unter rechtsstaatlichen Maßstäben kritisiert, da er meist nicht als Strafe für rechtswidriges Handeln, sondern willkürlich ohne gerichtlichen Beschluss oder in Schauprozessen aus politischen Gründen verhängt wird.

### Hausarrest in Rechtsstaaten
Hausarrest wird auch in Rechtsstaaten als Maßnahme diskutiert und in manchen Ländern wie den Vereinigten Staaten, Frankreich, Italien, Österreich oder den Niederlanden bereits eingesetzt. Hier wird der Arrest als Haftersatz oder Präventivmaßnahme bei gesetzlicher Grundlage und richterlicher Anordnung angewandt. Modellversuche laufen in Deutschland etwa in Hessen, Hamburg und Baden-Württemberg. Technisch wird ein solcher Arrest meist mit elektronischen Fußfesseln realisiert, die vom Festgesetzten getragen werden und per GPS seinen Aufenthaltsort aufzeichnen.

### Beispiele
- Galileo Galilei wurde von 1633 bis 1642 unter Hausarrest gestellt.
- Robert Havemann, DDR-Regimekritiker, stand von 1976 bis 1979 unter Hausarrest.[7]
- Jassir Arafat, palästinensischer Politiker, stand mehrfach in Ramallah unter Hausarrest.
- Aung San Suu Kyi, birmanische Politikerin, wurde am 13. November 2010 nach 15 Jahren aus dem Hausarrest entlassen, und stand von Februar 2021 bis Juni 2022 erneut unter Hausarrest.[8]
- Das chinesische Aktivistenpaar Zeng Jinyan und Hu Jia produzierte einen Dokumentarfilm über ihren Hausarrest von August 2006 bis März 2007. Im Mai 2007 wurde das Paar erneut unter Hausarrest gestellt.[9] Im Dezember 2007 wurde Hu Jia festgenommen, während seine Frau mit der einmonatigen Tochter weiter unter Hausarrest und Polizeiüberwachung blieb.[10] Auch nach der Freilassung von Hu Jia im Juni 2011 stand die Familie weiterhin unter Arrest.[11]
- Mordechai Vanunu, israelischer Nukleartechniker, der 1985 die Existenz des bis dahin geheimgehaltenen Nuklearforschungsprogrammes Israels und damit die faktische atomare Bewaffnung des Landes aufdeckte, wurde 1986 zu 18 Jahren Gefängnis verurteilt, von denen er etwa 11 Jahre in Isolationshaft verbrachte; 2009 wurde er unter Hausarrest gestellt.
- Erich Priebke, ehemaliger Offizier der Waffen-SS und Kriegsverbrecher, stand in Italien von seiner Verurteilung 1998 bis zu seinem Tod 2013 unter Hausarrest.[12]
- Étienne Tshisekedi, ehemaliger Premierminister der Demokratischen Republik Kongo, stand als Oppositionsführer mehrfach unter Hausarrest.